# 聖西蒙斯 (喬治亞州)
聖西蒙斯（英語：St. Simons）是位於美國喬治亞州格林縣（Glynn County）的一個人口普查指定地區。

## 地理
聖西蒙斯的座標為31°09′35″N 81°23′19″W / 31.15972°N 81.38861°W，而該地最高點為海拔高度3米（即10英尺）。

## 人口
根據2010年美國人口普查的數據，聖西蒙斯的面積為45n60平方千米，當中陸地面積為41.20平方千米，而水域面積為4.40平方千米。當地共有人口12743人，而人口密度為每平方千米279人。

## 外部連結
- Golden Isles Visitors Bureau （页面存档备份，存于）, Golden Isles Visitors Bureau
- Glynn County Government （页面存档备份，存于）
- History of St. Simons Island 的存檔，存档日期September 26, 2007，., New Georgia Encyclopedia
- St. Simons Island （页面存档备份，存于）, Sherpa Guides
- Coastal Georgia Historical Society
- St. Simon's Light Station 的存檔，存档日期September 9, 2005，., National Park Service
- More about the St. Simons Lighthouse （页面存档备份，存于）
- List of historical hurricanes （页面存档备份，存于）, 1565 to 1899, National Oceanic and Atmospheric Administration
- Frederica Naval Action 的存檔，存档日期December 15, 2018，.
- St. Simons Island （页面存档备份，存于） historical marker
- St. Simons Trolley Stop （页面存档备份，存于） historical marker